# Leușeni (rejon Hîncești)
Leușeni – wieś w Mołdawii, w rejonie Hîncești.

## Położenie i opis
Wieś leży w rejonie Hîncești, w odległości ok. 85 km na południe od Kiszyniowa i 45 km na południowy zachód od stolicy rejonu, Hîncești. Znajduje się przy granicy mołdawsko-rumuńskiej, znajduje się w niej przejście graniczne Leușeni-Albița.
Pierwsza wzmianka o miejscowości pochodzi z 1425 r. Wieś nosiła wtedy nazwę Aliușeni, powstała na miejscu podarowanym słudze Aliușowi przez Aleksandra Dobrego. W dalszych dokumentach z 1454 r. miejscowość określano jako Vadul Călugărilor.
Na początku XX w. w miejscowości znajdowało się 120 domów zamieszkiwanych łącznie przez 730 osób, a ponadto cerkiew i szkoła. W 1991 r. i 1998 r. w rezultacie osunięć ziemi uległo zniszczeniu 200 budynków we wsi – ocalały jedynie cerkiew, zakład winiarski, szkoła, nieliczne budynki mieszkalne. Wieś została odbudowana na płaskowyżu nad Nîrnovą.
W pobliżu miejscowości znajduje się pomnik poległych w II wojnie światowej z czołgiem T-34.

## Demografia
W 2004 r. we wsi żyło 2166 osób, z czego zdecydowana większość, 2103, zadeklarowały narodowość mołdawską. 26 osób wskazało tożsamość rumuńską, 13 – rosyjską, 17 – ukraińską, zaś pojedyncze osoby zadeklarowały przynależność do narodów romskiego, bułgarskiego lub innego.